# ساوت تمپل (پنسیلوانیا)
ساوت تمپل (به انگلیسی: South Temple) یک منطقهٔ مسکونی در ایالات متحده آمریکا است که در شهرستان برکس، پنسیلوانیا واقع شده‌است. ساوت تمپل ۱٬۴۲۴ نفر جمعیت دارد و ۲۴۱٫۱ متر بالاتر از سطح دریا واقع شده‌است.